# Wildfire (telessérie)
Wildfire é uma série de TV norte-americana que mostra a historia de Kris Furillo (interpretada por Genevieve Cortese), uma jovem que após cumprir pena em um centro de detenção, decide recomeçar do zero e aproveitar sua segunda chance: trabalhar com cavalos. Foi criada por Michael Piller, famoso por suas contribuições à franquia Star Trek, para o canal ABC Family.
A série começou a ser transmitida em 20 de Junho de 2005 nos Estados Unidos no horário nobre da ABC Family, terminando sua exibição depois de quatro anos, em 16 de Maio de 2008 com um total de 51 episódios. O tema musical de Widlfire é a canção "Morning Light", interpretada por Truman.
No Brasil, o seriado teve todas as suas temporadas exibido pelo canal pago A&E Mundo. Em Portugal a série foi transmitida com exclusividade pelo canal de TV MOV.

## Sinopse
A série centra-se no mundo das corridas de cavalo e na vida de uma jovem chamada Kristine "Kris" Furillo que, após cumprir pena em um centro de detenção juvenil, tem a oportunidade de trabalhar com cavalos na fazenda Raintree. Kris tinha apenas um amigo: um temperamental puro-sangue de corridas chamado Wildfire. Na fazenda Raintree, Kris descobre seu talento para equitação e vê de perto a rivalidade com a poderosa e prestigiada fazenda Davis. Ela torna-se o centro de um triângulo amoroso complicado que envolve a si mesma, o filho da família que ela trabalha, e Junior Davis, filho do dono da fazenda Davis. Os três envolvem-se em um mundo cheio de paixão, poder e pecado em meio a negócios, cavalos e competições.

## Temporadas

### Season 1
Kris Furillo (Genevieve Cortese) é uma garota com um passado conturbado que foi recentemente liberada de um centro de detenção juvenil. Como condição para a sua libertação, ela deve trabalhar no rancho Raintree como uma lavradora, e cuidando dos cavalos de corrida. A fazenda é de propriedade da família Ritter composta por Jean (a mãe, interpretada por Nana Visitor), Tad (o filho de 10 anos de idade), Henry (o vovô, interpretado por Dennis Weaver) e Matt (o filho de 17 anos de idade) que recebe Kris com entusiasmo. Inicialmente, a família Ritter fica desconfiada e suspeita de Kris e de seu passado criminoso, mas aos poucos eles começaram a aceitá-la como parte da família. O montador Pablo é supervisor e o chefe simpático de Kris. Juntos, eles passam a preparar e treinar os cavalos de corrida para as competições com o objetivo de trazer lucros para o rancho, que sofre por problemas financeiros. Kris cria um laço de amizade com um cavalo em particular, chamado "Wildfire", que vira seu melhor amigo. Para tornar as coisas mais complicadas, a rica família Davis, dona do rancho ao lado, quer comprar o falido rancho Raintree. Júnior Davis (Ryan Sypek) é o melhor amigo de Matt Ritter e Dani Davis é sorrateira ex-namorada de Matt. Para tentar vencer as competições, os Ritters contratam a famosa jockey Tina Sharp (Amy Jo Johnson) para montar Wildfire. Kris vê seu desejo de montar Widlfire crescer cada vez mais, quando lhe é oferecida a oportunidade de competir como jockey iniciante.

### Season 2
Direto do universo das corridas de cavalo, jóqueis, fazendas e equitação, o segundo ano da série começa com as coisas se movendo em direções diferentes. Na fazenda dos Davis, Danielle tem dúvidas sobre a identidade de sua verdadeira mãe e fora das riquezas e das comodidades, a vida complica-se para Junior quando ele decide sair de casa. Kris e Wildfire começam a ganhar notoriedade com a mídia e acabam ganhando alguns contratos comerciais. Além disso, a raça de Sandpipper será finalmente descoberta trazendo uma série de consequências. Dani redefine sua relação com Junior após uma inesperada descoberta: ela e o jovem são filhos de mães diferentes. Isabelle (Debrah Farentino) está de volta e fatos do misterioso passado de Pablo  estão prestes a serem revelados. Em meio a desafios emocionais, Kris tenta equilibrar seu relacionamento com Matt e sua amizade com Junior.

### Season 3
Na terceira temporada, a história começa com o rancho Raintree novamente tendo dificuldades financeiras, bem como sua crescente competição com a fazenda Davis e em meio a isso, Kris e as pessoas que trabalham e vivem ao seu redor. Seus sentimentos com Matt crescem cada vez mais apesar de seu relacionamento com a herdeira Gillian (Charlotte Sal), que entrou em cena no final da segunda temporada. Kris finalmente descobre o que aconteceu com Kerry Raintree (Kieren Hutchison) enquanto lida com as consequências inesperadas de vencer a Copa Breeders. Na fazenda Davis as coisas não vão bem, já que Ken (James Read) está sendo indiciado por seis acusações de fraude, o que o obrigou a deixar a admistração da fazenda e seus bens para seus filhos. Dani assume o rancho Davis, mas isso não impede que o seu pai se enfureça. Na fezenda Raintree, Jean recebe em casa um rosto familiar, logo após uma morte na família. Uma traição cruel, leva Kris a reconsiderar sua relação romântica com Junior (Ryan Sypek). Enquanto isso, Matt (Micah Alberti) entra em cena e dá o seu apoio, deixando Kris devastada. Com dois grandes caras a quem recorrer, ela é forçada a fazer uma decisão.

### Season 4
Em sua última temporada, a série começa com Kris Furillo longe de sua antiga rotina e separada de seu companheiro e amigo, o cavalo Wildfire. Nos seis meses que se passaram desde sua corrida ilegal, Kris descobre que ela está esgotada e não é mais bem vinda no racho Raintree. Agora vivendo no Colorado, Kris descobre que a fazenda Raintree está sendo transformada em um hotel-fazenda e que Wildfire está correndo o risco de ser aposentado das corridas. É então que Kris volta para ver Wildfire em uma corrida e Junior a encontra em seu celeiro. Dani e Kris passam a ser amigas e Dani deixa Kris ficar em sua nova clínica. Enquanto isso, Junior que ainda sente algo forte por Kris, está com dificuldades para decidir se vai pedir sua namorada, Laura (Alicia Ziegler), em casamento.

## Lançamento em DVD
A produtora Lionsgate Home Entertainment lançou todas as temporadas da série Wildfire em Region 1.
| Título do DVD          | Data do Lançamento   | Número de discos | Número de Episódios |
| ---------------------- | -------------------- | ---------------- | ------------------- |
| Wildfire: Season One   | 7 de Fevereiro, 2006 | 4                | 13                  |
| Wildfire: Season Two   | 6 de Novembro, 2007  | 3                | 13                  |
| Wildfire: Season Three | 3 de Março, 2008     | 3                | 13                  |
| Wildfire: Season Four  | 11 de Julho, 2012    | 4                | 13                  |